# 紧急广播系统

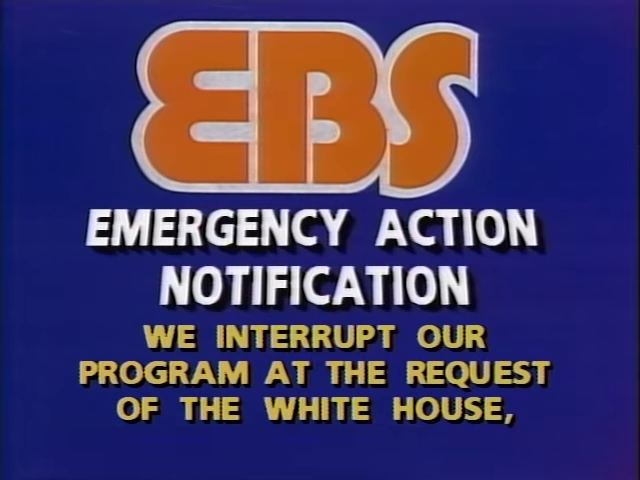
美国芝加哥WGN-TV预先录制好的EBS信息。此信息并非测试信息，而是在真正发生紧急情况时用于播出的片段。需要注意的是，这一信息从未正式广播出去。

紧急广播系统（英語：The Emergency Broadcast System，EBS）是美国在1963-1997年使用的紧急广播系统。1963年取代了原有的电磁发射管制（CONELRAD）系统，1997年该被紧急报警系统（Emergency Alert System，EAS）取代。
该系统可使民众统一收到政府播报的恐怖袭击或灾难信息等，亦在出现公共紧急状态时总统发布公开演讲。

## 1971年误报事件
紧急广播系统在1971年2月20日9:33（美国东部时间）无意中激活，
电传打字机操作者埃贝哈特在测试过程中播放了错误的磁带，从而发送紧急报警激活消息验证代码“可恶”（hatefulness）到整个系统中。这导致电视台和电台停止正常节目播出并发出紧急情况警报。